# Scuola di formazione operativa
La Scuola di formazione operativa (SFO) di Montelibretti è una struttura del Corpo nazionale dei vigili del fuoco deputata, insieme alla Scuola di formazione di base e all'Istituto Superiore Antincendi, alla formazione dei vigili del fuoco.
La scuola è situata nel comune di Montelibretti, in provincia di Roma, sulla SP 26a e vicino all'incrocio di essa con la strada statale 4 Via Salaria.